# Аларский район
Ала́рский райо́н (бур. Алайрай аймаг) — административно-территориальное образование (район) и муниципальное образование (муниципальный район) в Иркутской области России. Входит в Усть-Ордынский Бурятский округ.
Административный центр — посёлок Кутулик.

## География
Площадь территория Аларского района — 2,7 тыс. км². Граничит с Черемховским районом на юге, с Заларинским — на северо-западе, с Нукутским на севере, на востоке, по реке Ангаре — с Боханским районом.

### Рельеф и почвы
Территория района лежит в пределах Иркутско-Черемховской равнины Предсаянского краевого прогиба. Преобладают холмисто-увалистые формы рельефа.
На вершинах и склонах увалов распространены дернисто-подзолистые, светло-серые и серые лесные почвы. Днища падей, подножья склонов и ложбин заняты лугово-чернозёмными почвами и чернозёмами.

### Климат и природа
Климат резко континентальный.
Территория района относится к лесостепной зоне. Леса берёзовые с примесью сосны, осины и реже лиственницы. Животный мир представляют косули, лисицы, зайцы, барсуки, волки, медведи, росомахи, а также большое количество различных видов птиц: журавли, цапли, тетерева, глухари, утки, чайки и другие. Основной вид промысловой рыбы — карась.

### Гидрография
Речная сеть развита слабо и представлена, в основном, ручьями и озёрами со снеговым и дождевым питанием. Грунтовые воды обладают гидрокарбонатным и сульфатным засолением с минерализацией до 1,0 г/л. Присутствуют источники минеральной воды и ключи с небольшим содержанием сероводорода.
На юго-западе района у села Аляты расположено Алятское озеро — самый крупный водоём Усть-Ордынского Бурятского округа.

### Полезные ископаемые
Из полезных ископаемых на территории района широко распространены залежи угля, известняка, доломитов и пр.

## История
9 января 1922 года Президиум ВЦИК принял постановление о создании Монголо-Бурятской автономной области, в которую вошёл Аларский аймак.
В 1923-1937 годах в составе Бурят-Монгольской Автономной Советской Социалистической республики.
С 1937 по 2008 год в составе Усть-Ордынского Бурятского автономного округа.
В 1938 году путём разукрупнения из состава Аларского аймака выделен Нукутский аймак.
В апреле 1941 года часть территории Аларского района была передана в новый Голуметский район.
17 апреля 1959 года к Аларскому району была присоединена часть территории упразднённого Голуметского района. Однако не все деревни были возвращены в состав Аларского района. Часть их осталась в Черемховском районе.
В 1962 году Нукутский аймак вошёл в состав Аларского аймака. 1 апреля 1972 года путём разукрупнения районов образован Нукутский район.
С 1 января 2008 года в составе Усть-Ордынского Бурятского округа Иркутской области.

## Население
| 1939    | 1959    | 1970    | 1979    | 1989    | 2002    | 2009    |
| ------- | ------- | ------- | ------- | ------- | ------- | ------- |
| 36 197  | ↗39 096 | ↗51 414 | ↘29 546 | ↘27 937 | ↘26 742 | ↗26 978 |
| 2010    | 2011    | 2012    | 2013    | 2014    | 2015    | 2016    |
| ↘21 479 | ↘21 405 | ↘21 123 | ↘21 040 | ↘20 819 | ↗20 821 | ↘20 679 |
| 2017    | 2021    |         |         |         |         |         |
| ↘20 520 | ↗22 135 |         |         |         |         |         |

Демографическая ситуация в районе характеризуется сокращением численности населения за счёт естественной убыли населения и миграционного оттока и процессом демографического старения: по сравнению с 2002 годом в 2008 году число детей и подростков сократилось на 4,2 %, число лиц трудоспособного возраста возросло на 5,7 %, число лиц нетрудоспособного возраста снизилось на 1,5 %. В настоящее время возраст среднестатистического жителя района составляет 32,5 лет.

### Национальный состав
| № |         | 2010 год       | 2021 год       |
| - | ------- | -------------- | -------------- |
| 1 | Русские | 14791 (69,41%) | 16002 (72,86%) |
| 2 | Буряты  | 5351 (25,11 %) | 5101 (23,22%)  |
|   | другие  | 1165 (5,46 %)  | 858 (3,9%)     |
|   | всего   | 21307 (100 %)  | 21961 (100%)   |

## Муниципально-территориальное устройство
В рамках организации местного самоуправления в Аларском районе было образовано 17 муниципальных образований со статусом сельских поселений:
| №  | Муниципальное образование | Административный центр | Количество населённых пунктов | Население (чел.) | Площадь (км²) |
| -- | ------------------------- | ---------------------- | ----------------------------- | ---------------- | ------------- |
| 1  | Аларь                     | село Аларь             | 6                             | ↘1548            | 235,44        |
| 2  | Александровск             | село Александровск     | 3                             | ↘639             | 127,96        |
| 3  | Аляты                     | село Аляты             | 5                             | ↘823             | 133,65        |
| 4  | Ангарский                 | посёлок Ангарский      | 3                             | ↘841             | 143,29        |
| 5  | Бахтай                    | село Бахтай            | 4                             | ↘855             | 180,98        |
| 6  | Егоровск                  | деревня Егоровская     | 3                             | ↘509             | 130,92        |
| 7  | Забитуй                   | посёлок Забитуй        | 4                             | ↘1821            | 107,98        |
| 8  | Зоны                      | село Зоны              | 4                             | ↘807             | 217,13        |
| 9  | Иваническ                 | село Иваническое       | 5                             | ↘1197            | 179,14        |
| 10 | Куйта                     | село Идеал             | 6                             | ↘1136            | 228,88        |
| 11 | Кутулик                   | посёлок Кутулик        | 3                             | ↘5228            | 20,33         |
| 12 | Маниловск                 | деревня Маниловская    | 5                             | ↗927             | 211,80        |
| 13 | Могоёнок                  | село Могоёнок          | 6                             | ↗1003            | 151,96        |
| 14 | Нельхай                   | село Апхульта          | 4                             | ↘938             | 189,98        |
| 15 | Ныгда                     | деревня Ныгда          | 3                             | ↘746             | 138,23        |
| 16 | Табарсук                  | село Табарсук          | 5                             | ↘730             | 142,14        |
| 17 | Тыргетуй                  | село Тыргетуй          | 3                             | ↗772             | 111,20        |

### Населённые пункты
В Аларском районе 72 населённых пункта.
| №  | Населённый пункт | Тип     | Население | Муниципальное образование |
| -- | ---------------- | ------- | --------- | ------------------------- |
| 1  | Аларь            | село    | →1154     | Аларь                     |
| 2  | Александровск    | село    | ↘477      | Александровск             |
| 3  | Алзобей          | деревня | ↘133      | Аларь                     |
| 4  | Аляты            | село    | ↘730      | Аляты                     |
| 5  | Ангарский        | посёлок | ↗572      | Ангарский                 |
| 6  | Апхайта          | деревня | ↘141      | Ангарский                 |
| 7  | Апхульта         | село    | ↘502      | Нельхай                   |
| 8  | Аргалей          | деревня | →0        | Табарсук                  |
| 9  | Аршан            | деревня | ↗83       | Куйта                     |
| 10 | Балтуй           | деревня | ↘88       | Тыргетуй                  |
| 11 | Бахтай           | село    | ↘682      | Бахтай                    |
| 12 | Берестенникова   | деревня | ↗78       | Могоёнок                  |
| 13 | Большая Ерма     | деревня | ↗23       | Табарсук                  |
| 14 | Буркова          | деревня | ↗140      | Ныгда                     |
| 15 | Бурятская        | деревня | ↘219      | Зоны                      |
| 16 | Быково           | посёлок | →126      | Ангарский                 |
| 17 | Вершина          | деревня | ↘47       | Зоны                      |
| 18 | Высотская        | деревня | ↘84       | Аляты                     |
| 19 | Головинское      | село    | ↘254      | Кутулик                   |
| 20 | Готол            | деревня | ↘54       | Аларь                     |
| 21 | Дута             | деревня | ↘94       | Табарсук                  |
| 22 | Егоровская       | деревня | ↘338      | Егоровск                  |
| 23 | Жлобина          | деревня | ↗173      | Бахтай                    |
| 24 | Забитуй          | посёлок | ↘1468     | Забитуй                   |
| 25 | Зангей           | деревня | ↘258      | Тыргетуй                  |
| 26 | Занина           | деревня | ↘151      | Маниловск                 |
| 27 | Заречное         | деревня | ↗236      | Куйта                     |
| 28 | Зоны             | село    | ↘591      | Зоны                      |
| 29 | Иваническое      | село    | ↘650      | Иваническ                 |
| 30 | Иванова          | деревня | ↗142      | Забитуй                   |
| 31 | Идеал            | село    | ↘491      | Куйта                     |
| 32 | Кербулак         | деревня | →100      | Егоровск                  |
| 33 | Киркей           | деревня | ↘182      | Иваническ                 |
| 34 | Кирюшина         | деревня | ↗94       | Табарсук                  |
| 35 | Ключи            | деревня | ↘73       | Иваническ                 |
| 36 | Корховская       | деревня | ↗148      | Маниловск                 |
| 37 | Куйта            | село    | ↘232      | Куйта                     |
| 38 | Кукунур          | деревня | ↘131      | Аларь                     |
| 39 | Кундулун         | деревня | ↘40       | Нельхай                   |
| 40 | Куркат           | деревня | ↘133      | Аларь                     |
| 41 | Кутулик          | посёлок | ↗5101     | Кутулик                   |
| 42 | Малолучинск      | деревня | ↘123      | Куйта                     |
| 43 | Маломолева       | деревня | ↘195      | Могоёнок                  |
| 44 | Малый Кутулик    | деревня | ↘120      | Могоёнок                  |
| 45 | Маниловская      | деревня | ↘397      | Маниловск                 |
| 46 | Мардай           | деревня | ↘18       | Аляты                     |
| 47 | Могоёнок         | село    | ↗496      | Могоёнок                  |
| 48 | Могой            | деревня | ↗13       | Могоёнок                  |
| 49 | Мольта           | деревня | ↘160      | Нельхай                   |
| 50 | Нарены           | деревня | ↗160      | Забитуй                   |
| 51 | Нельхай          | деревня | ↘297      | Нельхай                   |
| 52 | Ныгда            | деревня | ↘645      | Ныгда                     |
| 53 | Омулёвка         | деревня | ↘57       | Забитуй                   |
| 54 | Отрадная         | деревня | ↘279      | Иваническ                 |
| 55 | Саган-Жалгай     | деревня | →3        | Бахтай                    |
| 56 | Табарсук         | село    | ↘542      | Табарсук                  |
| 57 | Тыргетуй         | село    | ↘463      | Тыргетуй                  |
| 58 | Тютрина          | деревня | ↘105      | Могоёнок                  |
| 59 | Угольная         | деревня | ↘120      | Александровск             |
| 60 | Улзет            | деревня | ↘7        | Аларь                     |
| 61 | Ундэр-Хуан       | деревня | ↘50       | Бахтай                    |
| 62 | Халта            | деревня | →17       | Ныгда                     |
| 63 | Халты            | деревня | ↗33       | Аляты                     |
| 64 | Хигинская        | деревня | ↘53       | Куйта                     |
| 65 | Хуруй            | деревня | ↘102      | Егоровск                  |
| 66 | Чухлинская       | деревня | →40       | Аляты                     |
| 67 | Шалоты           | деревня | ↘105      | Иваническ                 |
| 68 | Шапшалтуй        | деревня | ↘60       | Александровск             |
| 69 | Шастина          | деревня | ↗31       | Зоны                      |
| 70 | Шаховская        | деревня | ↗135      | Маниловск                 |
| 71 | Шелемина         | деревня | →6        | Кутулик                   |
| 72 | Шульгина         | деревня | ↘109      | Маниловск                 |

### Упразднённые населённые пункты
Деревни Большеусовская, Завидная, Каштак.

## Экономика

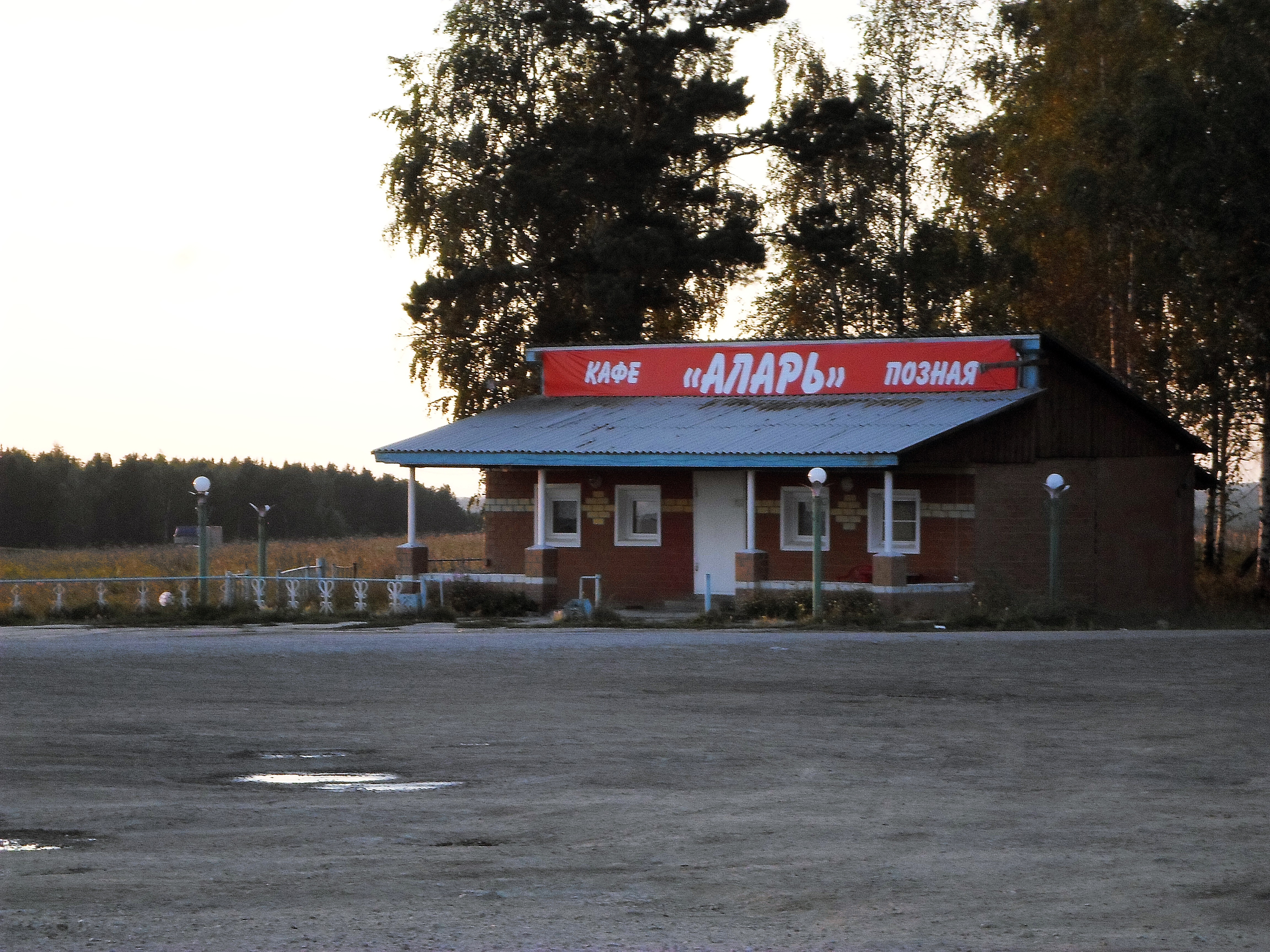
Придорожное кафе близ Кутулика

Несмотря на то, что Аларский район расположен в зоне рискованного земледелия, основная отрасль экономики — это сельское хозяйство. Земли сельскохозяйственного назначения в районе составляют 50 % общей площади. Сельхозтоваропроизводители полностью обеспечивают собственным производством потребности населения района в зерне, картофеле, овощах, мясе, молоке. В районе действуют 20 мельниц, 21 хлебопекарня, цех по переработке молока.
Промышленность представлена тремя угольными разрезами: «Лужковский», «Черемховский», «Головинский». Действуют ГУДЭП и филиал ФГУ «ДЭП-156». Существует 19 пилорам.
Передачу и распределение электроэнергии осуществляют РЭС и ЗАО «Агропромэнерго»
Малое предпринимательство представлено сетью предприятий торговли, общественного питания и бытового обслуживания.
Потенциалом для развития туризма может служить наличие красивейших нетронутых цивилизацией мест, однако, в настоящее время эта сфера развита слабо.

## Социальная сфера
Систему здравоохранения Аларского района составляют центральная районная больница, 4 участковых больницы и 29 фельдшерско-акушерских пунктов.
Система образования представлена учреждениями дошкольного, среднего, начального, а также дополнительного образования школьников (РДДТ, ДЮСШ, МУК п. Кутулик). Профессиональное образование сельскохозяйственного профиля можно получить в ГОУ «ПУ-49».
Для обеспечения социальной поддержки граждан функционирует сеть полустационарных и стационарных учреждений социального обслуживания.
На территории района действуют 3 национальных центра: бурятский, татарский и славянский.
У села Бахтай находится коллективное фермерское хозяйство «Доброта» — неофициальный реабилитационный центр. Его деятельность неоднократно освещалась российскими СМИ.